# Campeonato Nacional de Rodeo de 1974
El Campeonato Nacional de Rodeo de 1974 fue la versión número 26 de la máxima cita del rodeo chileno, deporte nacional de Chile desde 1962 y segundo deporte más popular del país austral después del fútbol.
Este campeonato se disputó por tercera y última vez en Talca.

## Jurados
El jurado fue el mismo que el campeonato anterior: Jaime Pozo, Juan Guzmán y Alberto Krumm.

## Desarrollo del campeonato
Lo que dejó más impacto a las más de 7000 personas que concurrieron a la medialuna fue la eliminación de la formidable collera que detentaba el título. Ni "Tabacón", ni "Trampero", se vieron en la real dimensión de sus capacidades. Sorprendió de igual manera que la pareja integrada por "Burlesca" y "Princesa", tampoco pudieron transponer la barrera del tercer animal. Pero lo que más sorprendió fue el desempeño de la pareja de Ramón Cardemil y su hijo Alberto Cardemil que llegaron a la final.
La collera campeona fue la que representaba a Graneros y estaba compuesta por Sergio Bustamante y Jesús Bustamante quienes lograron 25 puntos, collera conocida por el público como "Los Alicates".
El movimiento de la rienda fue ganado por Alfredo Muñoz en "Taponazo", mientras que el "sello de raza" fue para "Mandil" de Mario Soto.

## Resultados

### Serie de campeones
| Cuarto Animal 1974 | Cuarto Animal 1974                   | Cuarto Animal 1974           | Cuarto Animal 1974 |
| ------------------ | ------------------------------------ | ---------------------------- | ------------------ |
| Lugar              | Jinetes                              | Caballos                     | Puntaje            |
| 1º                 | Sergio Bustamante y Jesús Bustamante | "Forastero" y "Carretera"    | 25                 |
| 2º                 | Pablo Quera y Raúl Cáceres           | "Arroyito" y "Chamanto"      | 21                 |
| 3º                 | Gustavo Rey y Ricardo de la Fuente   | "Estribillo" y "Guardián II" | 19                 |
| 4º                 | Ramón Cardemil y Alberto Cardemil    | "Andariego" y "Comentario"   | 19                 |
| 5º                 | Óscar Bustamante y Sergio Bustamante | "Año Seco" y "Huachipato"    | 15                 |
| 6º                 | Alberto Schwalm y Francisco Rey      | "Huasita" y "Cholita"        | 12                 |

## Cuadro de honor temporada 1973-1974

### Jinetes
- 1.º Jesús Bustamante[6]
- 2.º Ramón Cardemil
- 3.º Raúl Cáceres
- 4.º Sergio Bustamante
- 5.º Eduardo Tamayo
- 6.º Ricardo de la Fuente
- 7.º Pablo Quera
- 8.º Tito Gaedicke
- 9.º Gustavo Rey
- 10.º Samuel Parot

### Caballos
- 1.º Angamos
- 2.º Arroyito
- 3.º Picaflor
- 4.º Andariego
- 5.º Huingan
- 6.º Favorito
- 7.º Tabacón
- 8.º El Champañita
- 9.º Yatagán
- 10.º Vencedor

### Yeguas
- 1.º Carretera
- 2.º Huasita
- 3.º Burlesca
- 4.º Gustosa
- 5.º Promoción
- 6.º Taquilla
- 7.º Vienesa II
- 8.º Brisca
- 9.º Aguinada
- 10.º Casaca

### Potros
- 1.º El Huila
- 2.º Estribillo
- 3.º Forastero
- 4.º Estribo
- 5.º Capricho
- 6.º Cachupín
- 7.º Guardián II
- 8.º Vistazo
- 9.º Chamanto
- 10.º Mandil